# Дехистан
Дехистан (также: Машад-Мисриан; туркм. Dehistan)  — древний город в Балканском велаяте Туркменистана, состоящий из большого кладбища Машат с мавзолеем Шир-Кабир X века, и руинами города Миссириан X-XV веков. Находится на Mисрианской равнине.
Основан в конце III века до н. э. и расцвёл при правлении династии Хорезмшахов Ануштегенидов. Был разрушен монголами, затем вновь возродился. Существовал примерно до XIV века н. э.. Дехистан был частью обширного культурного комплекса, который включал и равнину Горган в Северном Иране. Материальная культура железного века на Mисрианской и Горганской равнинах идентична и совпадает по возрасту.
Машад-ата - это один из самых уникальных архитектурных памятников средневековой истории Туркменистана. Он находится в краю песчаных барханов на территории Этрекского этрапа, в 25 километрах к северу от села Мадау и почти в 7 километрах от огромного городища Мисриан и является настоящей жемчужиной созданного здесь почти 20 лет назад Государственного историко-культурного заповедника «Древний Дехистан».
Памятник виден издалека: он был воздвигнут на мощной платформе, его шлемообразный купол возвышается над окружающей местностью, выделяясь среди расположенных рядом средневековых мавзолеев не только прекрасной сохранностью, но и монументальностью и совершенством форм. Этот памятник во многих книгах и туристических путеводителях фигурирует также под именем Шир-Кабир (Великий шейх). Но местные старожилы помнят, что это название относилось к другому памятнику, который находился в северном предместье Мисриана и был разрушен еще в сороковых годах прошлого века. То была загородная мечеть-немазга, изображение которой можно увидеть только на старых фотографиях. Теперь на этом месте лишь небольшой холм и россыпь битых кирпичей. А Машад-ата стоит больше тысячи лет в центре древнего некрополя, уже целый век привлекая внимание историков архитектуры, искусствоведов и простых паломников, которые добираются в эти безлюдные места, чтобы увидеть шедевр исламского искусства IX-X веков, каковым, по единодушному мнению специалистов, является роскошный михраб внутри этого изящного здания.
Раскопками, которые велись в Дехистане, обнаружены несколько мечетей, караван-сараев, а также системы водоснабжения: арыки, каналы, канализации. В 1998 году для включения Дехистана в список культурного наследия ЮНЕСКО, в секретариат ЮНЕСКО были переданы соответствующие документы.

## История
Машад-ата - это самая старая мечеть, сохранившаяся на территории Туркменистана. В анонимном сочинении X века «Худуд-ал-Алем» имеются сведения о захоронении вблизи Дехистана суфийского шейха Али ас-Суккари. Ценные свидетельства есть и в сочинении ал-Макдиси - арабского географа, жившего в IX веке. В его книге, содержащей самые разнообразные сведения о многих странах Востока, есть данные и о Дехистане. Городской центр Дехистана он называет Рабатом. Ар-Рабат - это слово арабского происхождения означает город-крепость. Вместе с похвальными словами о чистоте этого города, о его красивых мечетях, удобных жилищах, благоустроенных улицах он сообщает и о старой мечети, которая находилась ниже ар-Рабата в месте, похожем на Данданакан (средневековый городок в округе Мерва). Из рассказа ал-Макдиси можно узнать и о том, что в его времена здание с четырех сторон было окружено арочно-айванным перекрытием, опирающимся на деревянные столбы. Мечеть славилась не только в Дехистане, но и в соседних областях. И в середине этого места (между Мисрианом и Машад-ата) находилась еще одна мечеть с минаретом. Последняя, вероятно, как раз и является мечетью Шир-Кабир.

## Археологические исследования
Стоит сказать и о поистине сенсационных археологических открытиях, сделанных в ходе осуществления этого проекта. За два сезона - весной и осенью минувшего года - перед главным фасадом мечети приглашенный из Санкт-Петербурга опытный археолог Даврон Абдуллоев раскопал устои некогда существовавшей здесь аркады, обращенной во внутренний двор, который окружала жилая застройка. Стало понятно, что мечеть составляла одно целое с ханакой - суфийской обителью, или странноприимным домом. Обнаружились многочисленные кельи, в которых жили отшельники-монахи, вели здесь свое скромное хозяйство. Северо-восточный угол ханаки замыкал минарет - о его существовании здесь никто даже не подозревал! Теперь перед учеными вырисовывается относительно полная картина многовековой жизни этого религиозного комплекса, в архитектуре которого отразились различные эпохи исламского искусства.

## Памятники
- Минарет построенный Абу Зиярдом
- Мавзолей Мухамеда Хорезмшаха
- Стены крепости